# 田中明 (野球)
田中 明（たなか あきら、1977年12月1日 - ）は、愛知県出身の元社会人野球選手（投手）。
社会人時代は最速148km/hの速球とスライダー、フォークボールを投げ、試合中は気合を前面に出していた。

## 人物・来歴
名古屋第一高等学校（現：中部大学第一高等学校）では、2年夏にチームが愛知県大会で準優勝を果たす。3年夏はエースとしてチームを支え、県大会の準々決勝で享栄と対戦し、3安打2失点で完投するも0対2で敗れた。
高校卒業後は徳山大学（現：周南公立大学）に進学し、2年次には大学選手権へ出場している。4年秋のリーグ戦ではベストナインに選ばれた。
大学卒業後の2000年に一光に入社。1年目はプロのスカウトも注目する素材であったが、冬のトレーニング中に手首とヒジを同時に痛め、2年目のシーズンを棒に振る。3年目は登板しても打たれ、4年目の2003年秋には成田稔夫監督と相談し、打撃が好きだったこともあって一時的に中堅手に転向。ここで打者に対峙する投手の心理を学んだと後に語っている。
再び投手として臨んだ2004年、一光は都市対抗の東海地区予選で敗退したが、第5代表の王子製紙の補強選手として本大会に出場した。王子製紙の棚橋祐司監督は「1球の大切さを分かっている投手」として抑えに起用。5試合すべてに登板し、うちチームがサヨナラ勝ちした2試合では勝ち投手となった。2勝3セーブの活躍が認められ、大会の最優秀選手に贈られる橋戸賞を獲得した。なお、同大会での詳細は以下の通り。
1回戦　対NTT北海道（札幌市）　9回裏1死から登板（2/3回）、無失点
2回戦　対JR東日本東北（仙台市）　7回表1死から登板（3回2/3）、無失点、勝ち投手
準々決勝　対シダックス（調布市）　7回裏1死から登板（2回2/3）、無失点
準決勝　対JT（仙台市）　9回表先頭から登板（1回）、無失点
決勝　対ホンダ（狭山市）　8回表1死から登板（2回2/3）、無失点、勝ち投手
翌2005年も一光は都市対抗野球大会の出場を逃したが、西濃運輸に補強されて再び抑えを任される。しかし日本新薬との1回戦で7回途中から登板したものの、1－0で迎えた9回裏に先頭打者を四球で歩かせたのをきっかけに連続タイムリーを浴び、逆転サヨナラ負けを喫した。同年オフに一光を28歳で退部し他チームへの移籍も噂されたが、峰竜太が番組企画で結成した「ドラHOTリューターズ」に参加して茨城ゴールデンゴールズとの試合で登板した後はクラブチームなどでの登板はない。

## 主な表彰・タイトル
- 第50回JABA静岡大会敢闘賞（2002年）
- 第75回都市対抗野球大会橋戸賞、大会優秀選手（投手）（2004年）
- 社会人ベストナイン（投手）（2004年）